# Bitwa pod Caseros
Bitwa pod Caseros (znana także jako bitwa pod Monte Caseros) – starcie zbrojne, które miało miejsce 3 lutego 1852 w trakcie wojny Argentyny z Urugwajem i Brazylią (1839–1852).
Wojnę rozpoczęła próba aneksji Urugwaju przez wojska argentyńskie dowodzone przez dyktatora Juana Manuale Rosasa. Przeciwko Argentyńczykom opowiedziała się Brazylia, uważająca Urugwaj za strefę własnych wpływów oraz gubernator argentyńskiej prowincji Entre Rios - generał Justo Jose de Urquiza.
Do pierwszego większego starcia doszło w okolicy Las Piedras, gdzie wojska sprzymierzonych pokonały Argentyńczyków pod wodzą generała M. Oriby. Po wzmocnieniu sił do liczby 26 000 ludzi 3 lutego 1852 pod sprzymierzeni pokonali w bitwie dwudziestopięciotysięczną armię argentyńską. Po tej klęsce, w której Argentyńczycy stracili kilka tysięcy ludzi, Rosas odpłynął do Anglii. Nowym prezydentem Argentyny został generał Urquiza, a Urugwaj utrzymał niepodległość. 